# Мини-сериал
Мини-сериал (англ. miniseries) — художественное или документальное произведение, состоящее из заранее запланированного набора эпизодов, представляющее собой законченную историю и предназначенное для демонстрации по телевидению.

## Северная Америка
История мини-сериалов в Северной Америке началась в начале семидесятых годов двадцатого века с выхода экранизаций книг «Национальная мечта» из восьми частей, а также «Королевская скамья VII» из шести частей. В тот же период в рамках премии «Эмми» была создана категория за «Лучший мини-сериал» (Outstanding Miniseries), до 1986 года называвшаяся «Лучший сериал ограниченной перспективы» (Outstanding Limited Series). С 1981 года и «Золотой глобус» сделал категорию за «Лучший мини-сериал или телефильм».
Пик производства мини-сериалов пришелся на конец семидесятых-начало девяностых, после рейтингового и критического успеха мини-сериала из 12 эпизодов «Богач, бедняк». Он был показан на ABC в начале 1976 года в течение семи недель, начиная с 1 февраля и ввел моду на аналогичные дальнейшие крупные проекты. В следующем году на экраны был выпущен самый успешный мини-сериал — «Корни», который наблюдало по оценкам более 130 млн зрителей, с долей аудитории более пятидесяти процентов от населения страны, что до сих пор делает проект третьей самой рейтинговой программой в истории, после «МЭШ» и «Даллас». В целом мини-сериалы в первую очередь снимались как экранизации известных произведений и исторических моментов.
Хотя, в целом, в девяностых и двухтысячных формат мини-сериала практически был мёртв (в 1991-1992 и 2011—2014 гг. категория премии «Эмми» «Лучший мини-сериал» объединялась с категорией «Лучший телефильм»), его возрождение началось в сезоне 2012—2013 годов, с огромным рейтинговым успехов проектов «Хэтфилды и Маккои» и «Библия». В сезоне 2013-14 сразу несколько каналов решили вернуться к формату сериала ограниченной перспективы трансляции на волне падения рейтингов классических полносезонных драм, в 2015 году категория премии «Эмми» «Лучший мини-сериал» была переименована в «Лучший непродолжительный сериал», которая стала присваиваться телефильмам состоящим не менее чем из трёх и не более чем из пяти серий.

## СССР и постсоветские страны
В СССР наиболее часто вместо классических сериалов производились «многосерийные телевизионные фильмы» (первый советский многосерийный художественный телефильм «Вызываем огонь на себя» был снят киностудией «Мосфильм» в 1965 году), являвшиеся по западным меркам мини-сериалами, как правило, обладающие чёткими сюжетными рамками, или же основанные на том или ином литературном произведении, а их сценарий обычно бывает полностью написан до начала съёмок. Советские мини-сериалы чаще всего состояли из четырёх эпизодов продолжительностью 50-70 минут каждый.
В современной России подобный формат фильмов стал гораздо менее популярен. Тем не менее, такие мини-сериалы по-прежнему снимаются и транслируются по телевидению.

## Великобритания
В Великобритании используется термин англ. serial, что отличается от термина, используемого для обозначения многосезонного телесериала (англ. series или англ. TV show).
Этот термин по сути является тем же, что и американский «Мини-сериал», или советский телевизионный фильм. Английское телевидение в подавляющем большинстве производит укороченные сезоны сериалов, в основном состоящие от трёх до семи эпизодов.

## Микросериал
В рекламных целях стали популярны микросериалы (англ. Micro-series), серии которых обычно не превышают 5 минут (например, «Звёздные войны»). Отдельно можно выделить мобильные сериалы для соцсетей и видеосервисов в вертикальном формате.